# Costantino Balbi

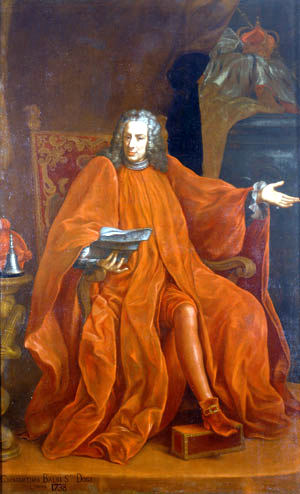
Retrato de Constantino Balbi da autoria de Enrico Waymer

Costantino Balbi (Génova, 12 de setembro de 1676 - Génova, 1741) foi o 154.º Doge da República de Génova e rei da Córsega.

## Biografia
A 7 de fevereiro de 1738 foi eleito pelo Grande Conselho como o novo Doge da República: o centésimo oitavo na sucessão bienal e o n.º cento e cinquenta e quatro na história republicana. Como Doge, ele também foi investido no cargo bienal de rei da Córsega. Cessou o ofício a 7 de fevereiro de 1740 e retirou-se para a vida privada. Morreu em Génova em 1741.